# Pigeon Point Lighthouse
Das Pigeon Point Lighthouse (auch: Pigeon Point Light Station) ist ein Leuchtturm an der kalifornischen Pazifikküste. Er wurde 1871 errichtet und ist mit seinem 35 Meter hohen Turm einer der beiden höchsten Leuchttürme an der Westküste der Vereinigten Staaten. Das Point Arena Lighthouse im Mendocino County verfügt über dieselbe Höhe.
Der heute mit einem LED-Leuchtfeuer ausgestattete Turm steht an der Küstenstraße (California State Route 1) zwischen Santa Cruz und San Francisco. An ihm orientieren sich vom Süden in die San Francisco Bay einlaufende Schiffe. Die Gebäudeanlage, zu der mehrere Wohngebäude gehören, die heute als Jugendherberge genutzt werden, ist seit dem 8. März 1977 als Historic District im National Register of Historic Places verzeichnet. Zusammen mit dem umliegenden Land bildet das Ensemble den Pigeon Point Light Station State Historic Park.
Nachdem sich im Jahr 2001 ein Stück Eisenband und Ziegelsteine lösten und zu Boden stürzten, sperrten die Behörden den öffentlichen Zugang zum Turm. Im Dezember 2023 gab das California Department of Parks and Recreation bekannt, 16 Millionen US-Dollar für die Restaurierung des Leuchtturms gesichert zu haben. Mit dem Abschluss der Arbeiten wird im Jahr 2026 gerechnet.